# Fernando Quevedo
Pour les articles homonymes, voir Quevedo.
Fernando Quevedo Salazar est un coureur cycliste espagnol, né le 17 décembre 1964 à Madrid. Il devient professionnel en 1987 et le reste jusqu'en 1993. 

## Palmarès

### Palmarès amateur
- 1987
  -  Champion d'Espagne sur route amateurs
  - 4eb étape de la Cinturón a Mallorca

### Palmarès professionnel
- 1988
  - 2e étape du Tour d'Espagne (contre-la-montre par équipes)
- 1989
  - 3e de la Subida a Urkiola
  - 3e du Tour de La Rioja
- 1992
  - 3e étape du Trophée Castille-et-León
- 1993
  - 2e étape du Tour de l'Algarve

## Résultats sur les grands tours

### Tour de France
2 participations
- 1991 : abandon (17e étape)
- 1992 : 130e et lanterne rouge

### Tour d'Espagne
5 participations
- 1988 : 98e, vainqueur de la 2e étape (contre-la-montre par équipes)
- 1989 : 49e
- 1990 : 44e
- 1992 : 34e
- 1993 : 49e